# Orgue de l'église Saint-Martin de Bruz
L'orgue de l'église de Bruz est construit en 1954 par Othon Wolf. L'instrument reste inachevé avec un seul clavier (le récit) et un pédalier. En 2017, le relevage de l'orgue est effectué par les frères Robert, facteurs d'orgue de Nantes.

## Historique
L'orgue de l'église de Bruz est construit en 1954 par Othon Wolf, fils de Henri Wolf et petit fils de Ferdinand-Othon Wolf, ancien de chez Debierre Gloton. Installé d'abord à Nantes puis au 23 rue Dupont des Loges à Rennes, il est auteur des orgues des églises de Cancale, Toussaint et de Saint Yves à Rennes...
Une composition de cet instrument, néo classique, a été proposée séparément par Jean Langlais et le père Yves Legrand, le projet de ce dernier a été retenu.

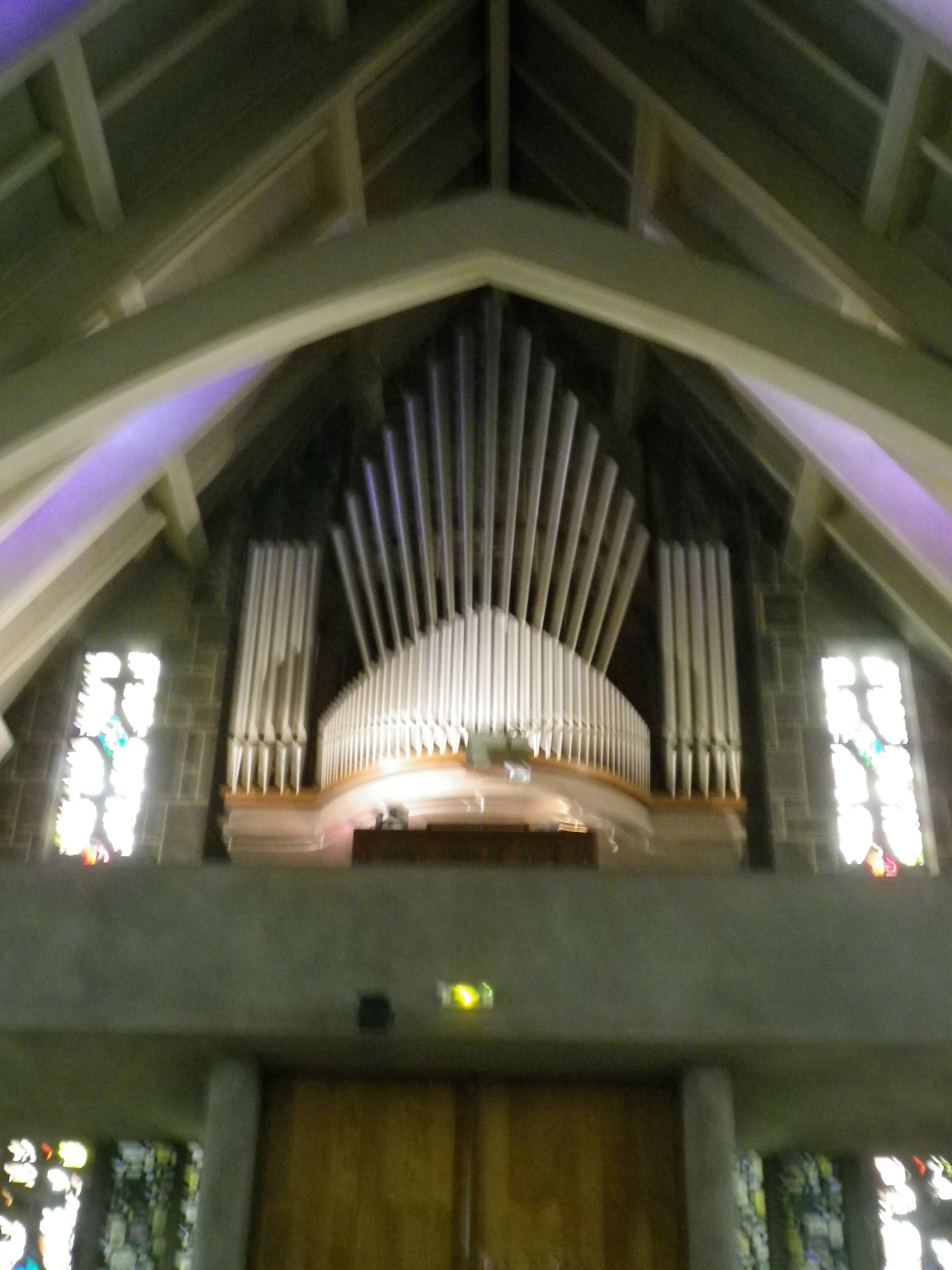
Vue de l'orgue de Bruz depuis le transept
(le flou est artistique)

## Composition prévue pour l'orgue de l'église de Bruz
L'instrument reste inachevé avec un clavier et un pédalier. Au lieu des vingt-trois jeux prévus, car seuls les jeux du récit et du pédalier ont été posés, soit 15 jeux.
En 2017, le relevage de l'orgue est effectué par les frères Robert, facteurs d'orgue de Nantes, l'Abbé Maurice Rousseau de Charente-Maritime étant assistant au maître d'ouvrage(ville de Bruz).

### I-Grand-orgue (56 notes)
En attente.

### II-Récit expressif (56 notes)
Le récit est en deux sommiers, le premier pour les fonds, le deuxième pour les mutations (la tierce, les mixtures) et les anches avec une octave aigüe réelle ce qui porte les sommiers à 68 notes.

### Pédale (32 notes)
La pédale est en deux sommiers disposés de chaque côté de l'espace laissé réservé au grand orgue. En façade le "diadème"  la flûte 4 de ce clavier.

### Accouplements
Tirasses I, II Accouplements: I/I, II/II et II/I en 16', 8' et 4'.Annulation 8' au Go et au Récit.3 combinaisons ajustables. Tutti.
Les jeux suivi d'un "*" n'ont pas été posés.
| I. Grand-Orgue Do1–Sol5 56 notes                                                               | II. Récit Do1–Sol5 56 notes | Pédale Do1–Sol3 32 notes                    |
| ---------------------------------------------------------------------------------------------- | --- | ------------------------------------------- |
| Bourdon 16'* Montre 8'* Bourdon 8'* Flûte 8'* Flûte 4'* Prestant 4'* Doublette 2'* Plein jeu * | Cor de nuit 8' Flûte 8' Salicional 8' Flûte 4' Quarte de Nasard 2' Nasard 2'2/3 Tierce 1'3/5 Fourniture IVrgs Bombarde 16' Trompette 8' Clairon 4' | Soubasse 16' Flûte 8' Flûte 4' Trompette 8' |

L'instrument est placé au fond de l'église devant le clocher. Il est logé dans un buffet de style moderne très original. Deux tourelles de 5 tuyaux encadrent une large plate-face centrale à la composition tripartite (5/5/5), en diadème. Les claviers, en console séparée, se trouve en dessous de l'orgue. La transmission est électro pneumatique.

### Accessoires
- Tirasse
- Appel Trompette